# Губачек, Петр
Петр Губачек (чеш. Petr Hubáček; 2 сентября 1979, Брно) — чешский хоккеист. Чемпион мира по хоккею с шайбой 2010 года. Последний сезон провел во французском клубе «Руан», с которым стал чемпионом Франции 2018 года.
Губачек из семьи хоккеистов, его отец Петр Губачек-старший (род.15.11.1956 г.) в 1980-х годах играл в чехословацкой лиге за «Мотор Ческе Будеёвице» и «Комету Брно». Брат Радек (род. 23.12.1984 г.), выступающий сейчас в Австрии, играл в чешской Экстралиге за «Всетин» и «Дуклу Йиглава». Также их младший брат Оскар (род. 01.09.2001 г.) сейчас играет за юниорскую команду «Комета Брно».

## Биография
Воспитанник клуба «Комета Брно», в сезоне 2017/2018 будучи игроком юниорской команды «Кометы», дебютировал в основе клуба в играх первой чешской лиги. Дебют в Экстралиге прошел в 1998 году в клубе «Витковице». В 2000 году предпринял попытку заиграть в НХЛ за «Филадельфия Флайерз». Провел на льду всего 6 игр, остальное время сидел в запасе. Играл в АХЛ за клубы «Филадельфия Фантомс» и «Милуоки Эдмиралс». В 2002 году вернулся в Чехию, в клуб «Злин», через год перешел в «Витковице» где провел следующие 5 сезонов, за исключением плей-офф 2007 года, который Губачек отыграл в Швейцарии за «Берн». В 2008 играл в КХЛ за нижнекамский «Нефтехимик». Еще по ходу сезона 2008/2009 Губачек снова перебрался в «Витковице». В ходе следующего сезона 2009/2010 перешел в свой родной клуб «Комета Брно». После двух сезонов в Брно, уехал в Финляндию. В 2012 году в составе клуба ЮП выиграл чемпионат Финляндии. Также дважды (в 2013 и 2015 годах) становился бронзовым призером финской лиги. После пяти сезонов в Финляндии, вернулся в чешскую Экстралигу, в клуб «Динамо Пардубице». Сезон 2016/2017 в пардубицком клубе получился неудачным для команды и самого Губачека. Только в переходном турнире смог сохранить место в Экстралиге. Летом 2017 года подписал контракт с французским «Руаном», с которым в первом же сезоне завоевал чемпионский титул.
С 2005 по 2014 год регулярно играл за сборную Чехии. Имеет полный комплект медалей чемпионатов мира (золото в 2010 году, серебро в 2006-м и бронза 2011 года). На чемпионатах мира провел 42 игры, набрал 9 очков (3+6).
Основной специализацией Губачека на льду является игра в меньшинстве, оборонительные действия против лидеров соперников.

## Достижения
- Золото Чемпионата мира по хоккею с шайбой 2010.
- Серебро Чемпионата мира по хоккею с шайбой 2006.
- Бронза Чемпионата мира по хоккею с шайбой 2011.
- Золото Чемпионата Финляндии 2012
- Бронза Чемпионата Финляндии 2013 и 2015
- Золото European Trophy 2013
- Золото Чемпионата Франции 2018

## Статистика
- Чешская экстралига - 622 игры, 297 очков (124 шайбы + 173 передачи)
- Финская лига - 283 игры, 120 очков (43+77)
- Сборная Чехии - 111 игр, 23 очка (8+15)
- АХЛ - 107 игр, 22 очка (6+16)
- Чешская первая лига - 63 игры, 27 очков (9+18)
- Чемпионат Франции - 53 игры, 14 очков (4+10)
- КХЛ - 35 игр, 9 очков (3+6)
- European Trophy - 17 игр, 8 очков (1+7)
- Лига чемпионов - 14 игр, 6 очков (2+4)
- НХЛ - 6 игр, 1 очко (1+0)
- Чемпионат Швейцарии - 5 игр, 2 очка (0+2)
- Всего за карьеру - 1316 игр, 529 очков (201+328)